# دولت خدانظرف
دولت خدانظرف (تاجیکی: Давлат Худоназаров؛ زادهٔ ۱۳ مارس ۱۹۴۴) کارگردان فیلم، فیلم‌بردار صحنه، سیاستمدار، و فیلم‌نامه‌نویس اهل کشور اتحاد جماهیر شوروی سوسیالیستی است. وی فیلمبرداری فیلم افسانه سیاوش را به عهده داشته است.